# Linha privativa de comunicação de dados
Linha Privativa de Comunicação de Dados (LPCD), também conhecida como Linha Privativa (LP) é uma das formas disponíveis para conexão à internet. Possibilita um acesso permanente via, onde uma linha é dedicada pelo menos a dois pontos, formando um canal ininterrupto entre os pontos. As velocidades de transmissão são desenvolvidas de acordo com as necessidades da empresa.
Os ruídos nas linhas privativas são indesejáveis, pois afetam a comunicação. Os ruídos podem ser provocados por muitos equipamentos ou até mesmo pela própria linha.
A classificação das LPCDs é feitas em três tipos: N (Normal), C (Condicionada), B (Banda base).

## Características

### Vantagens
A conectividade é de tempo integral, mantem parcelas fixas, não há necessidade de um modem em todos os computadores e não depende de protocolos.

### Desvantagens
Apresenta a necessidade de roteadores; valor elevado da mensalidade e para instalação. A contratação é feita diretamente com a operadora desejada, com a velocidade requerida, e com a mensalidade correspondente, assim uma conexão ponto a ponto é estabelecida, permitindo assim o acesso à rede mundial de computadores.